# Dieta prehispánica de Mesoamérica
La dieta en la Mesoamérica prehispánica es la tradición culinaria practicada antes de la Conquista española por los antiguos pueblos mesoamericanos: los huastecos, mayas, mazahuas, mexicas, mixtecos, olmecas, otomíes, purépechas, teotihuacanos, tlaxcaltecas, toltecas, totonacas, zapotecas... cada una de estas comunidades tenían sus propias particularidades agrícolas y culinarias, pero a grandes rasgos compartían ingredientes y técnicas que en conjunto se denominan dieta, cocina o gastronomía mesoamericana. No sorprende, sin embargo, que los aspectos elementales de esta dieta sigan vigentes en la actualidad, ya que el contacto con los europeos solo hizo enriquecer la tradición culinaria ya presente en Mesoamérica. Dicho de otro modo, el sistema culinario mesoamericano nunca se llegó a perder, sino que ha logrado una continuidad hasta la actualidad, generación tras generación, siempre en constante evolución pero conservando su esencia.
Si bien no es exclusivo de Mesoamérica, el maíz (Zea mays) es el alimento unificador de esta cultura culinaria, ocupando el mismo nicho gastronómico que el trigo en Europa o el arroz en Asia. También son ingredientes fundamentales las calabazas, ayotes, pipianes o zapallos (Cucurbita spp.) y el frijol, habichuela o poroto (Fabaceae spp.). Este trío de cultivos recibe colectivamente el nombre de «las tres hermanas», pues era el más común de la agricultura norteamericana.
La investigación académica actual ha podido reconstruir esta dieta antigua gracias a tres fuentes principalmente: en primer lugar, los registros escritos en los códices mesoamericanos y otros manuscritos. En segundo lugar, el análisis de muestras en vasijas y otros utensilios encontrados en yacimientos arqueológicos. Y finalmente, el estudio etnográfico de las costumbres alimenticias de los actuales indígenas, que preservan técnicas y costumbres ancestrales.
La evidencia científica sugiere una relación muy cercana de los indígenas con la naturaleza (proveyéndose de todo lo que les ofrecía: vegetales, insectos y larvas, frutas y verduras, raíces, semillas y granos, pescados, anfibios...) y un gran dominio agrícola (desarrollando técnicas tales como las chinampas, el coo yuu, el kuojtakiloyan, la milpa, el tlacolol), características que se han mantenido vivas hasta hoy en día. La dieta mesoamericana prehispánica era esencialmente vegetariana, donde la carne de caza de animales pequeños y venado era una fuente complementaria de proteínas y grasas. Se basaba principalmente en cuatro productos: el maíz, el frijol, el chile y la calabaza. Con estos productos se preparaban una amplia gama de preparaciones culinarias. También tomate y jitomate, quelites, zapotes, aguacate, cacao, guajolote...etc. Algunas técnicas culinarias que desarrollaron los mesoamericanos fueron el asado a las brasas, la fermentación, el horno de tierra, la nixtamalización o el tatemado, además del secado y el salado como métodos de conserva. En cambio, no se conocía la fritura, típica de la cocina mexicana actual, pues no usaban aceites vegetales ni mantecas animales.

## Historia
La teoría más aceptada indica que el Homo sapiens llegó al continente americano vía el Estrecho de Bering, hace entre 15 y 30 mil años. Eran cazadores-recolectores y su dieta de supervivencia se basaba en vegetales y pequeños animales que cazaban probablemente con formas primitivas del átlatl. También eran consumidores de la papa, dominaban el fuego y cocinaban. El antropólogo Luis Alberto Vargas, autor de varias investigaciones sobre la gastronomía mexicana antigua, clasificó la historia de la alimentación mesoamericana prehispánica en las siguientes etapas: época Lítica (antes del 30 mil a. C.), Arqueolítico (30 mil-14 mil a. C.), Cenolítico inferior (14000-9000 a. C.), Cenolítico superior (9000-7000 a. C.), Formativo temprano (6000-2500 a. C.), Formativo medio y superior (2500 a. C. - 0 d. C.), Clásico (0 - 900 d. C.) y Posclásico (900-1521 d. C.).

### Periodos lítico y arqueolítico
Exploración intensiva del medio. Útiles grandes de piedra. La caza de animales se daba más por trampas que por ataque directo.

### Periodo cenolítico
El sistema alimenticio mesoamericano pudo conformarse ya desde principios del Periodo Arcaico. Durante este periodo, hace 11-10 mil años, se estableció en Mesoamérica un régimen climático vigente hasta la actualidad: las estaciones lluviosa y seca; el cual propició la formación de selvas bajas caducifolias, caracterizadas por sequías que provocaban incendios frecuentes. Las plantas básicas de la dieta mesoamericana se vieron fuertemente favorecidas por la acción del fuego, ya que lo toleran mejor y rebrotan más rápidamente, ejemplo de ello son ciertas gramíneas como el maíz. Cactáceas, leguminosas, agaves, yuca y ciertos frutales se introdujeron en la dieta. Los incendios también fueron provocados por la mano humana para, entre otras cosas, generar el rebrote de pasto y por lo tanto atraer al venado y pecaríes que lo consumía. 
Los estudios de los arqueólogos estadounidenses Marcus y Flannery en Oaxaca apuntan a un predominio del venado de cola blanca (Odocoileus virginianus), los conejos de cola blanca (Sylvilagus spp.), el pecarí de collar (Dicotyles tajacu) y las tortugas pecho quebrado mexicana (Kinosteronn integrum).

### Periodo formativo
El periodo formativo se inicia con el proceso de domesticación de unas pocas especies vegetales. La primera, según la evidencia arqueológica, fue el guaje (Lagenaria siceraria) hacia el año 7000 a. C., debido a la amplia variedad de utensilios que se podían obtener de su fruto: vasos, cantimploras, cucharas o platos. Aún seminómadas, estos antiguos mesoamericanos vieron útil la diseminación de las pepitas del guaje, extendiendo su distribución. La domesticación de otros vegetales, como el frijol (Phaseolus), chile (Capsicum), tomate (Physalis), amaranto (Amaranthus) o el algodón (Gossypium hirsutum), dará inicio al sedentarismo. Esto a su vez da pie a una vida más social, al comercio y a una incipiente cultura. La domesticación, además, conlleva diversos conocimientos agrícolas como la propagación vegetal y la selección de las mejores cepas. 
La agricultura del maíz surgiría pocos miles de años después, alrededor del 2.500 a. C., aunque existe controversia respecto a dónde se dio en primer lugar. La investigación científica sugiere que fue en el Occidente de Mesoamérica, en un área conocida como Biorregión Balsas-Jalisco. La alta biodiversidad de esta biorregión se ve reflejada en especies de maíz, tanto del género Zea (Z. mays parviglumis, Z. perennis y Z. diploperenis) como del género relacionado Tripsacum (T. dactyloides mexicanum, T. laxum, T. pilosum, T. zopilotense y T. maysar), especies de frijol Phaseolus (P. coccineus, P. lunatus y P. vulgaris) y especies de calabaza Cucurbita (C. argyrosperma y C. radicans).
Los utensilios de cerámica como ollas y comales no aparecieron hasta mucho más tarde. Los indígenas prehispánicos eran cazadores, pescadores de agua dulce y recolectores. Algunos productos los llevaban al mercado de Tenochtitlán, era un centro económico donde los indígenas de todo el imperio podían vender o intercambiar los productos.

### Periodo clásico
Durante el periodo clásico, se forma una nueva sociedad teocrática y estratificada socialmente en pipiltin, los nobles, y macehual, los plebeyos. Aparece también el comercio de larga distancia, importándose nuevos alimentos. Se domestica al guajolote y al conejo, y se incorporan a la dieta los nopales, las tunas y otras frutas.

### Periodo posclásico
Aparecen nuevas técnicas agrícolas como las chinampas o las terrazas de cultivo, así como la tortilla. El periodo posclásico acaba en 1521 con la Conquista de México.

## Técnicas agrícolas

### Chinampa
La chinampa (chināmitl) es una pequeña isla artificial fértil para el cultivo de diversos vegetales, la cual se construye acumulando plantas acuáticas con lodo y bordeado de ahuejotes y cañas, un poco por encima del nivel del agua. De esta manera, las plantas no han de ser regadas, ya que el agua pasa a la chinampa por capilaridad.

### Milpa
La milpa es un sistema agroecológico conformado por diversas plantas comestibles por los humanos. La principal, el maíz, se combinaba con el frijol y la calabaza («las tres hermanas»), y otras como el amaranto, el chile. El frijol usa los tallos del maíz para enredarse y trepar, las calabazas crecen pegadas en el suelo y alrededor crecen plantas silvestres, algunas comestibles (quelites).

## Alimentos

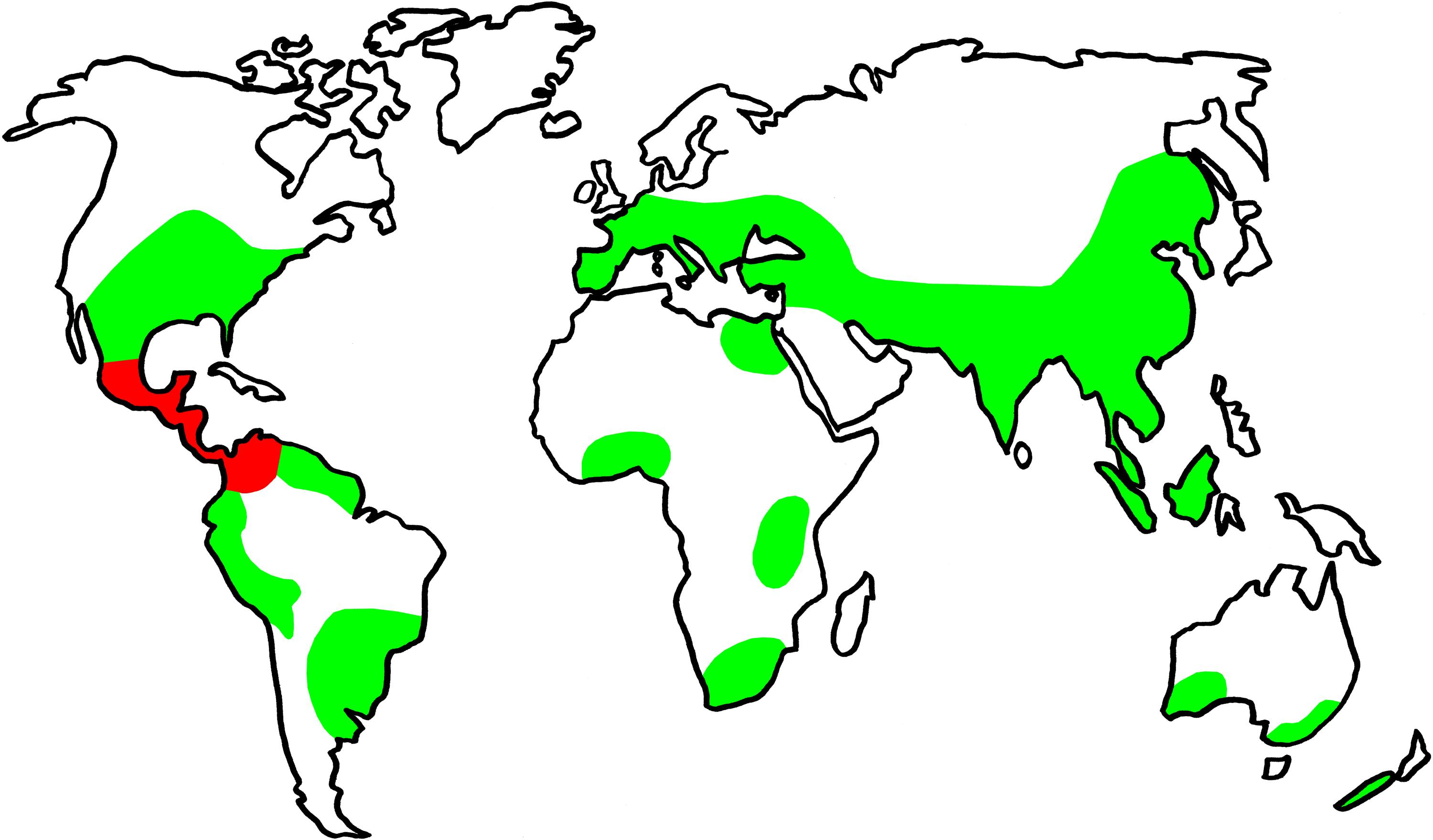
Distribución del maíz en el mundo:
Origen
Actual producción

La dieta de la mayoría de los pobladores mesoamericanos se adaptaba a sus recursos locales y a los años de experiencia donde adquirieron el conocimiento para elegir qué y cuándo comer. Algunas de estas costumbres aún son conservadas por indígenas de las áreas rurales, zonas alejadas de las grandes ciudades.

### Calabaza
La calabaza, particularmente la Cucurbita pepo, fue la segunda planta domesticada en Mesoamérica, pues el yacimiento más antiguo data de hace unos 10.000 años

### Frijol y ejote
Los yacimientos más antiguos del frijol (etl) como alimento datan del 3.500 a. C. Se preparaban enteros o molidos, cocidos en ollas de barro. Si se consume fresco en la vaina se denominaba exotl, de donde proviene la actual palabra «ejote».

### Chile
El chile (tzilli) se domesticó en áreas del norte de Oaxaca hace unos 7.500 años (5.000 a. C.). Además de alimento, el chile cumplió una importante función simbólica y religiosa en la cosmovisión mesoamericana, apareciendo en muchos mitos y leyendas.

### Maíz

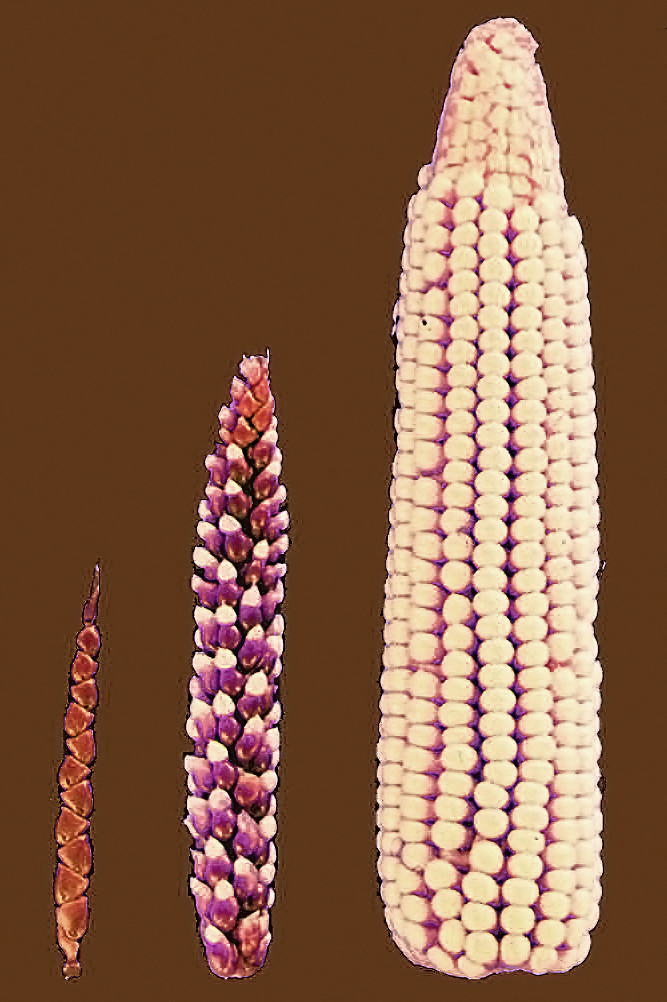
Evolución del antiguo teosinte a la moderna mazorca de maíz, gracias a la selección de los antiguos mesoamericanos.

A los pueblos mesoamericanos se les denomina también «Culturas del Maíz», ya que era la base de su dieta. En origen, el maíz fue una tira menuda de granos llamada teosinte o teocintle, que tras generaciones y generaciones de selección por parte de sus agricultores, evolucionó a la mazorca que conocemos hoy. «Teocintle» es un nombre genérico para muchas especies del género Zea, el mismo que el maíz, por lo que se pueden dar casos de polinización cruzada.

### Carne
Una de las grandes diferencias de la dieta mexicana actual con la prehispánica es el consumo cárnico: los mesoamericanos desconocían las carnes de pollo, cerdo y res, tan habituales hoy día. En consecuencia, tampoco la leche y otros lácteos. En la zona de los Andes aún fue conocida la leche de llamas y vicuñas, pero en Mesoamérica la leche, más allá de la leche materna, no era conocida.
En un principio, la carne se obtenía mediante la caza: 
- el armadillo, llamado ayotochtli;
- el coyámel (coyametl), un tipo de jabalí;
- el cuachochoco, una gacela con pequeños cuernos;
- la iguana, llamada cuauhcuetzpalin en náhuatl;
- el pizote (pīzotl), o tejón mexicano;
- el tepezcuintle, un tipo de paca;
- el tlacuache, una variedad de zarigüeya;
- el epate (epatl), también llamado zorrillo.
- el xoloitzcuintli, una raza de can;
- el conejo (cuatochtli)
- la tuzas
- el tecolote (tecolotl)

El venado de cola blanca o mazate (mazatl) fue uno de los animales más consumidos de la época prehispánica en toda Mesoamérica. El venado se obtenía generalmente mediante la caza, pues no fue domesticado. Sin embargo, hay indicios de su manejo en cautiverio.
Las aves migratorias que llegaban cada otoño desde Norteamérica como el tzitzicuilotl, un tipo de chorlo, constituían un alimento importante. Alrededor de 200 especies de aves migran al sur cada año para pasar el invierno en Mesoamérica. Las aves acuáticas eran abundantes en los lagos como el de Texcoco. Las aves eran cazadas mediante atlatl, fisgas o incluso con hondas. Los mesoamericanos también domesticaron varias especies, entre las que cabe destacar al pavo o guajolote (huehxōlōtl), que se diferencia del pavo silvestre o totole (tecuantotolin o totolin). Se especula si también se domesticó al coyámel. También consumían faisanes, patos como el pixixi o el pato criollo (booxpato en maya), palomas, codorniz, chara papán... todas estas aves tenían un importante significado religioso en las culturas mesoamericanas, y su caza y consumo se consideraba una vinculación con lo sagrado.

### Pesca
La pesca en Mesoamérica se daba tanto en las costas como en los lagos y ríos del interior. Los charales, pescado blanco y otros pescados se secaban al sol o con la sal del mar (o con tequesquite) para conservarlos, o bien se asaban, hervían o se usaban para rellenar tamales.

### Insectos
Más de 500 especies de insectos como: ahuautle, chahuis, chapulines, chinicuil, cuetla, cupiches, escamol, gusano de maguey, titococos, entre muchos de otros;

### Vegetales

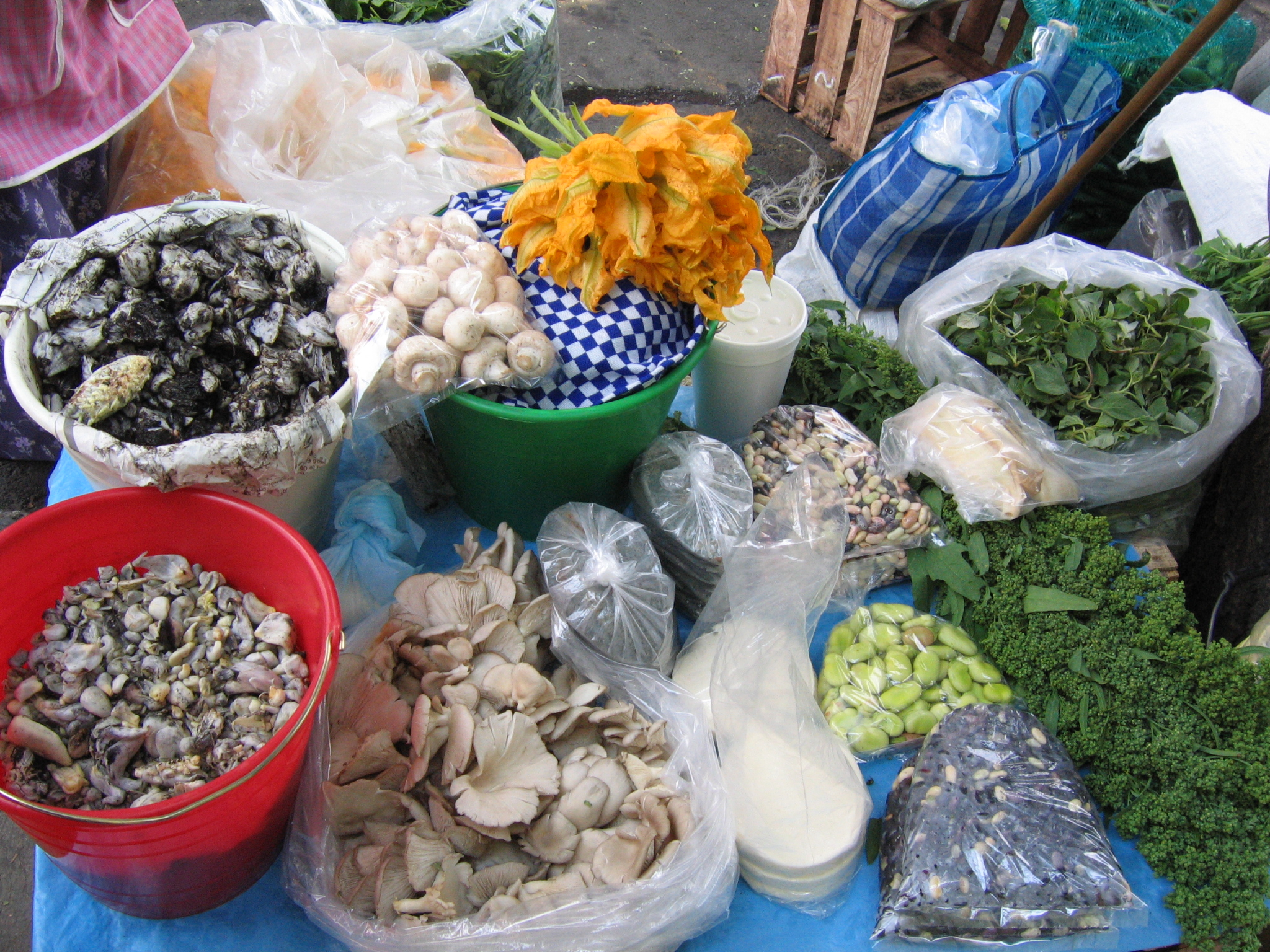
Huitlacoche, flor de calabaza, quintoniles, huauhzontles y otros productos del mercado de Santa María la Ribera, Ciudad de México.

La dieta prehispánica de Mesoamérica tenía como alimentos básicos: maíz (más de 40 variedades), frijol, chile, tomate, tomate verde y la calabaza.
También se muestra las siguientes:
- Semillas como cacao, amaranto, chía (salvia hispanica), cacahuates, girasol y piñón;
- Vainas como ejote, guaje, mezquite, guamúchil, hueynacaxtle, cuauhpinole y jinicuil;
- Vegetales como el nopal, el chepil o la hierba santa.
- Hojas como quelites (papaloquelite, quintonil, entre otros), chaya y choyo;
- Flores de calabaza, yuca o chocha, frijoles, garambullo, colorín, huauhzontle, golumbos, cocuite, biznaga y alaches;
- Frutos como chayote, chilacayote, garambullo, mamey, aguacate, anona, chirimoya, papaya, guanábana, chicozapote, changunga, zapotes, guayaba, pitaya, pitahaya, tuna, xoconostle, entre otros;
- Raíces tales como camote, jícama, chinchayote, yuca y guacamote;
- Además de variedades de peces, mariscos, así como aves y mamíferos salvajes (pato, chachalaca, chichicuilote, armadillo, liebre, venado, manatí, jabalíes, etcétera), sin olvidar a reptiles como la iguana.

### Condimentos
Innumerables variedades de chiles (secos, ahumados y frescos) servían de condimento, así como el epazote, la vainilla, el achiote, la cebolla nativa xonácatl (conocida por el nombre cebollín), la pimienta de Tabasco, la hoja santa y la hoja de aguacate y pozol.

### Mieles
Los mayas practicaron la apicultura y asociaban la miel de abeja a la fertilidad. La especie autóctona de con abejas sin aguijón Melipona beecheii era llamada xuna'an-kab, kolel'kab o po'ol-kab.
La miel de maguey (menecuchtli) se usaba como endulzante y se obtiene a partir de cocer diferentes especies de Agave, utilizando tanto las pencas, como las piñas (el núcleo) como el quiote (el tallo).
La miel de tuna (nochtli inecuh) se preparaba a partir de machacar la fruta del nopal, la tuna, para extraerle el jugo, que se reducía hasta obtener una consistencia densa.

### Bebidas
- Atole
- Bate
- Cacao
- Popo
- Pozol

## Utensilios

### Guajes y jícaras
Por los yacimientos descubiertos, se sabe que los primeros utensilios usados en la primitiva cocina mesoamericana fueron los guajes y calabazas vaciadas. Las cucurbitáceas tienen una piel que, cuando se seca, se endurece y sirven como recipientes para recoger, almacenar y transportar líquidos. Si se cortaban, servían como cuencos o platos para servir la comida o tomar la bebida. Del fruto del tecomate se obtienen las jícaras. Estos usos aún se pueden encontrar hoy día en las zonas rurales.

### Metate y molcajete
La piedra volcánica que abunda en el área se usó, y se sigue usando, para fabricar utensilios para moler los alimentos: el metate, llamado metlatl por los mexicas y lu-ka por los mayas, y el molcajete, llamado caxitl.

### Comal
Un disco de barro cocido, llamado comalli en mexica y xamach en maya, se colocaba sobre un fuego (tlacuil o tlecuil), sin llegar a tocar la llama, para cocer tortillas, tatemar verduras o cocinar otros alimentos encima.

### Comitalli
El comitalli, llamado modernamente tamalera, es una olla de barro para cocinar alimentos al vapor. En el fondo de la misma se colocaba una rejilla que separaba el agua de los alimentos. Los alimentos cocidos en el comitalli se envolvían en hojas de maíz (totomoxtli).

### Pichancha

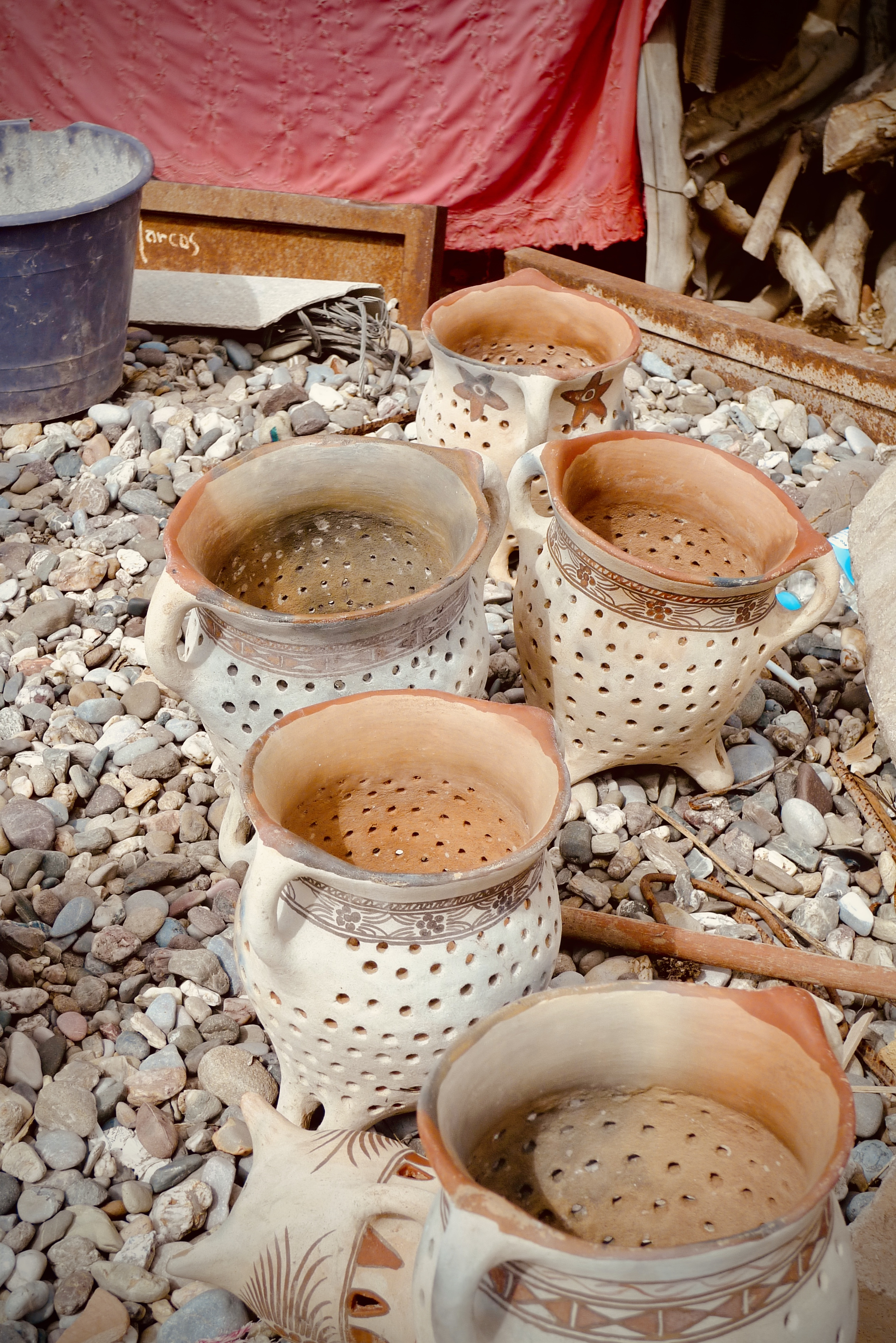
Pichanchas

La pichancha es una vasija de cerámica, similar a un jarro pero agujereado para colar el nejayote, es decir el agua restante del nixtamal. Las pichanchas se siguen utilizando hoy día en el sureste mexicano (Chiapas). El término proviene del tzotzil pin-chachab, donde pin es 'olla', y chah es 'colar' (reduplicado), es decir, 'olla coladora'. Sus perforaciones también lo hacían útil para ser usados como lámparas. Una versión más grande es llamada tlalchiquiuhtle.

## Técnicas culinarias
Como técnicas de preparación se pueden mencionar: huatape, jacube, mextlapiques, mixiotes, mole, nixtamal, pilte, pinole, pipián, tatemar, siguamonte.

### Técnicas de conservación del maíz
Los mesoamericanos desarrollaron variadas técnicas de conservación. El principal objetivo era el de asegurar la disponibilidad de maíz entre cosechas, bien sea para comer o para sembrar la próxima. La ventaja de este grano es que al secarse, puede durar meses e incluso años. Una técnica que aún hoy se usa es la de colgar las mazorcas de las vigas de las casas. Luego se guardan en cuevas, trojes (cincalli) o cuezcomates.

### Horno de tierra

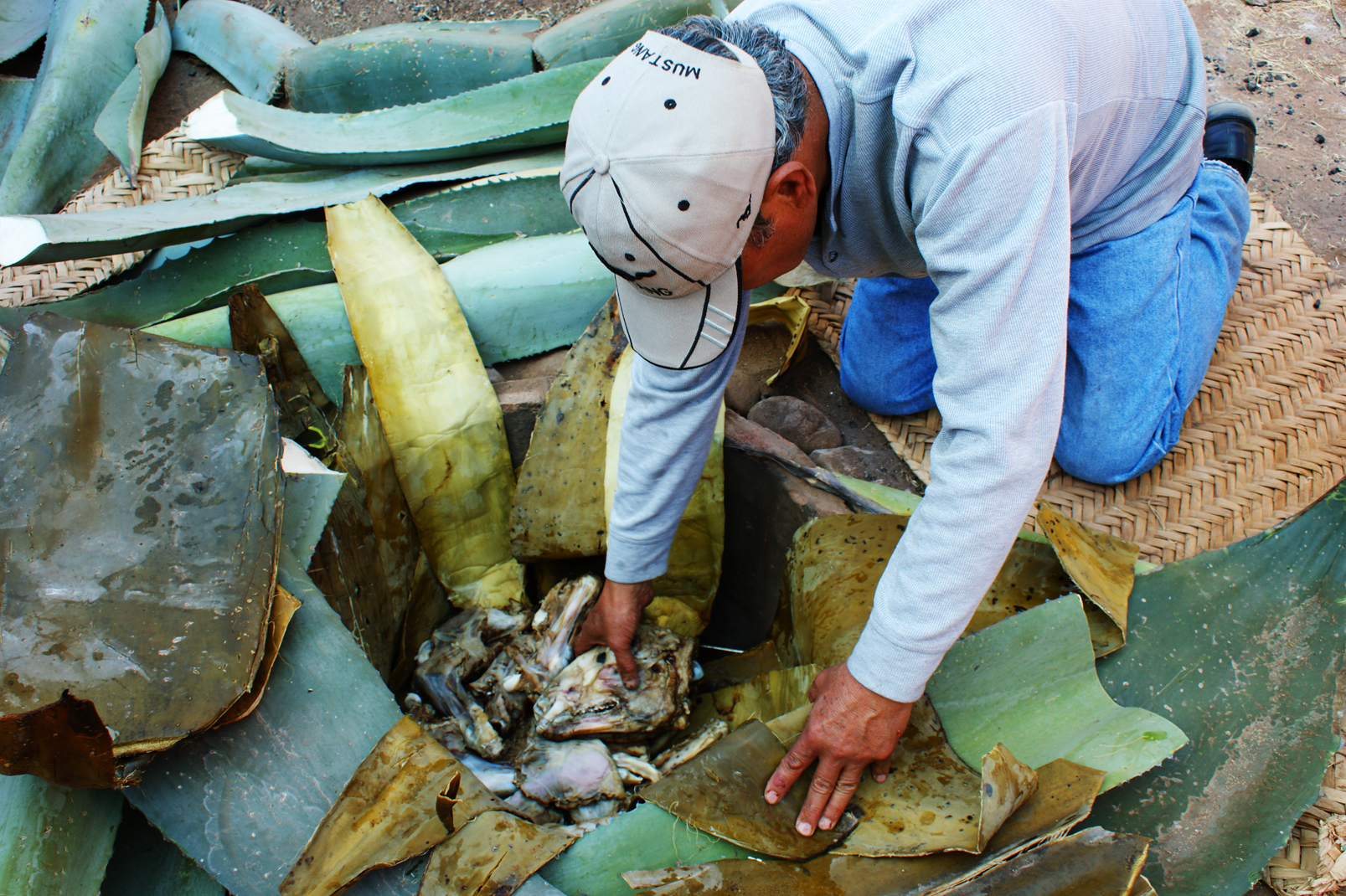
La tradición de preparar hornos de tierra con pencas de maguey es de origen prehispánico y se ha mantenido viva hasta la actualidad.

Distintas culturas mesoamericanas desarrollaron la cocción en hornos de tierra, llamados piib en las lenguas mayas y ximbó en ñahñú. En la actualidad, la preparación de comida en hornos de tierra sigue siendo común en México y Guatemala, especialmente en las áreas rurales. Consiste en un hoyo cavado cuyo fondo se cubre con piedras y la brasa y se coloca la comida envuelta en pencas de maguey.

## Platillos prehispánicos
Atole, chacal (platillo mexicano prehispánico), chilate, chocolate, papadzul, pascal (platillo mexicano prehispánico), pozol, caldo de cangrejo |jaiba], mole de guajolote, tamales, tlalpanile, el conejo chichimeca, maíz, pozole, platillos con tortillas, flor de calabaza, tortas,tortillas, etc.

## Por regiones

### Occidente de Mesoamérica
En la actualidad, una de las principales investigaciones culinarias en relación con la dieta prehispánica de Jalisco es llevada a cabo por la chef Maru Toledo, fundadora en 2011 del proyecto Mujeres del Maíz.

### Lago de Texcoco
El lago de Texcoco, donde hoy se asienta la Ciudad de México y parte de su área metropolitana, fue un lago desecado en el siglo XVII que se extendía aproximadamente 3300 km². Era la principal fuente de alimentación de Tenochtitlan, Culhuacán, Ecatepec... y todos los pueblos del Valle de Anáhuac o Valle de México, por lo que su desagüe conllevó a una paulatina desaparición de la gastronomía lacustre de Texcoco. El principal alimento eran los pescados de pequeño tamaño (5-7 cm) como charales o mexcalpiques. Se pescaban y se preparaban en mixiote, tlapictli o michmulli. También se consumía el ahuautle, es decir, la hueva de varios insectos del orden de los hemípteros. Se comían los camarones de pequeño tamaño llamados acociles, ancas de ranas y ajolotes. Era común cazar pequeñas aves acuáticas como el ixcuintli, tepetxcuintli, tórtolas, o cacomitles. Además, del lago se extraía la sal para sazonar.

### Mayab
Las áreas mayenses de Mesoamérica (Mayab) ocupan los actuales estados de Yucatán, Campeche, Quintana Roo, Belice, Guatemala, Chiapas, Tabasco y Honduras. Uno de los animales más cazados y consumidos por los mayas ha sido históricamente el venado de cola blanca (Odocoileus virginianus). Restos de este animal se han encontrado en numerosos yacimientos arqueológicos mayas, pero también del perro, el pecarí de collar (Dicotyles tajacu), el temazate (Mazama pandora), pavo del monte y chachalaca (Ortalis vetula).

### Sur de Mesoamérica
El área sur de Mesoamérica se extiende difusamente hasta el sur de la actual Nicaragua y el norte de Costa Rica, donde poblaciones mesoamericanas, principalmente mayense; también los pipiles, mangues, etc., se mezclan con pueblos de migraciones anteriores, como los lencas, los gunas o los payas. Desgraciadamente nos ha llegado poca o ninguna información sobre la gastronomía ni gran parte de la cultura de estos pueblos de la época prehispánica.

## Estados actuales
| - Gastronomía de Belice - Gastronomía de Costa Rica - Gastronomía de El Salvador - Gastronomía de Guatemala - Gastronomía de Honduras | - Gastronomía de México - Gastronomía de Chiapas - Gastronomía de Jalisco - Gastronomía de Michoacán - Gastronomía de Oaxaca | - - Gastronomía de Puebla - Gastronomía de Tabasco - Gastronomía de Veracruz - Gastronomía de Yucatán - Gastronomía de Nicaragua |

### Mediateca
- «La Dieta Mesoamericana. Orígenes» (video). YouTube. Centro de Investigación Científica de Yucatán. 7 de mayo de 2020. Consultado el 3 de enero de 2021.

### Lectura complementaria
- Rodríguez-Shadow, Mª. (2007). Las mujeres en Mesoamérica prehispánica. Universidad Autónoma del Estado de México. ISBN 9789688359761.
- López Riquelme, G. (2011). Xopamiyolcamolli: gastronomía de bichos con muchas patas. Grafimex. ISBN 9786070044755. Consultado el 20 de junio de 2021.
- Corcuera de Mancera, S. (2015) [1979]. Entre gula y templanza. Un aspecto de la historia mexicana. Fondo de Cultura Económica. ISBN 9786071630537. Consultado el 20 de junio de 2021.

- Datos: Q5876129